# جورج آدامز برايت
جورج آدامز برايت (بالإنجليزية: George Adams Bright)‏ هو ضابط أمريكي، ولد في 1837، وتوفي في 1905.